# Jotimallapura, Arsikere
Jotimallapura là một làng thuộc tehsil Arsikere, huyện Hassan, bang Karnataka, Ấn Độ.